# Cristóbal Campos
Cristóbal Alejandro Campos Véliz (ur. 27 sierpnia 1999 w Lonquén) – chilijski piłkarz występujący na pozycji bramkarza, od 2019 roku zawodnik Universidadu de Chile.